# Carl Friedrich Behrens
Carl Friedrich Behrens (Rostock, 1701-1750) fue un explorador y navegador alemán.

## Biografía
Con 21 años de edad, perteneció a la tripulación del almirante neerlandés Jakob Roggeveen, quien con tres barcos en nombre de la Compañía Holandesa de las Indias Occidentales (VOC) en busca de Terra Australis el 5 En abril de 1722 descubrió la isla polinesia Rapa Nui, a la que llamó "Paasch Eylandt" (Isla de Pascua). Carl también se enfermó pero sobrevivió al viaje. 
En 1735 se publicó su diario del viaje de Leipzig, que fue reeditado dos años más tarde, siendo el primer texto en hablar públicamente de la Isla de Pascua, debido a que los texto del capitán y otros oficiales habían sido confiscados. El diario se publicó en francés y luego se vendió con éxito. 
Aunque hubo mucho interés en las descripciones de los viajes en ese momento, se publicó relativamente poco sobre esta expedición en los Países Bajos en el siglo XVIII. Publicó por primera vez su informe en 1728 en forma alemán. Todavía estaba convencido de que había un continente habitado y en el mismo año intentó convencer a la VOC para que emprendiera una nueva expedición. Se unió a la VOC y se fue a Batavia. En 1732 ya estaba de vuelta en Ámsterdam y escribió una especie de "informe" para convencer al VOC de la utilidad de una expedición.  
Después de sus aventuras, se estableció como panadero en Núremberg.